# Laurentiusberg (Oberdollendorf)

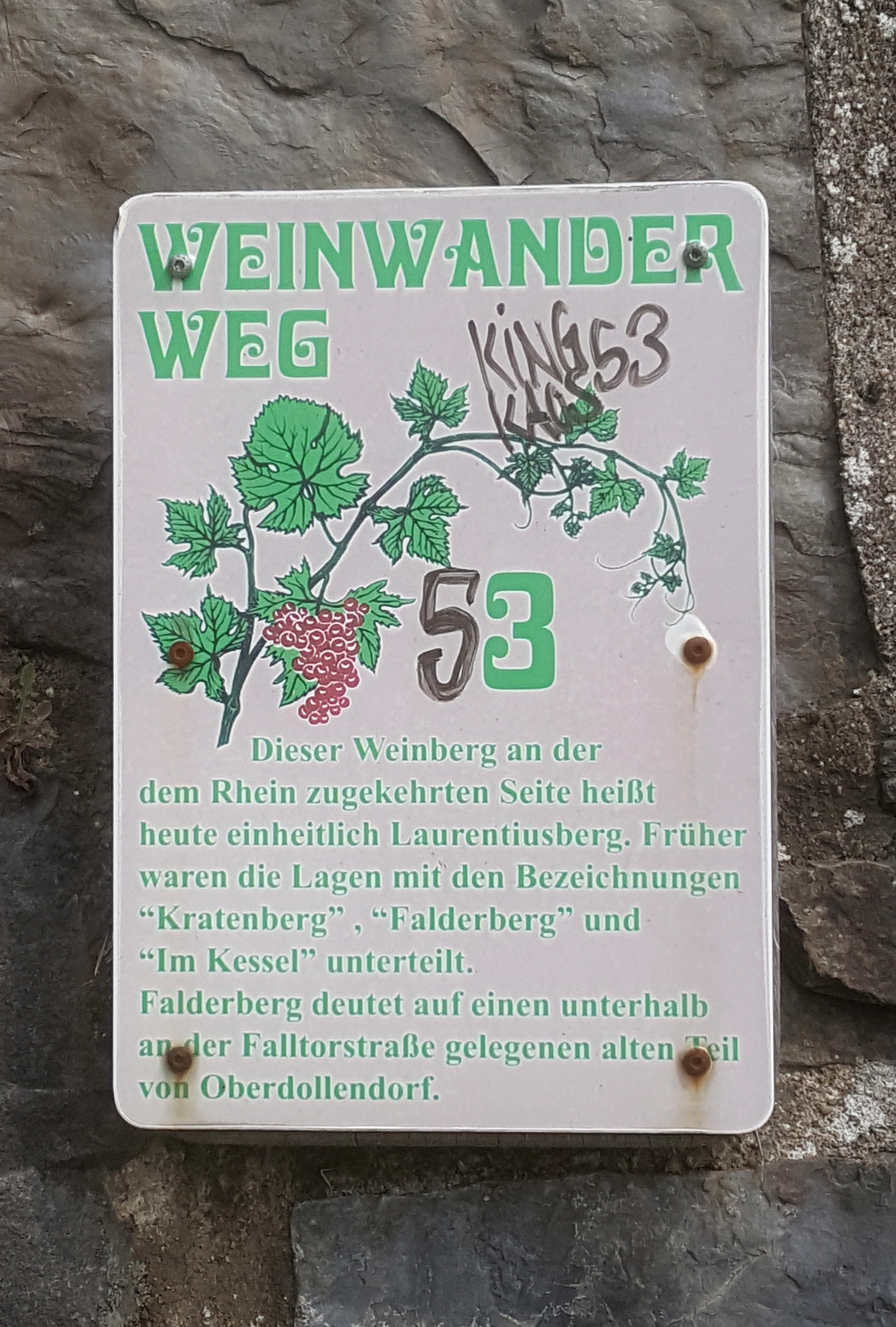
Hinweisschild Laurentiusberg

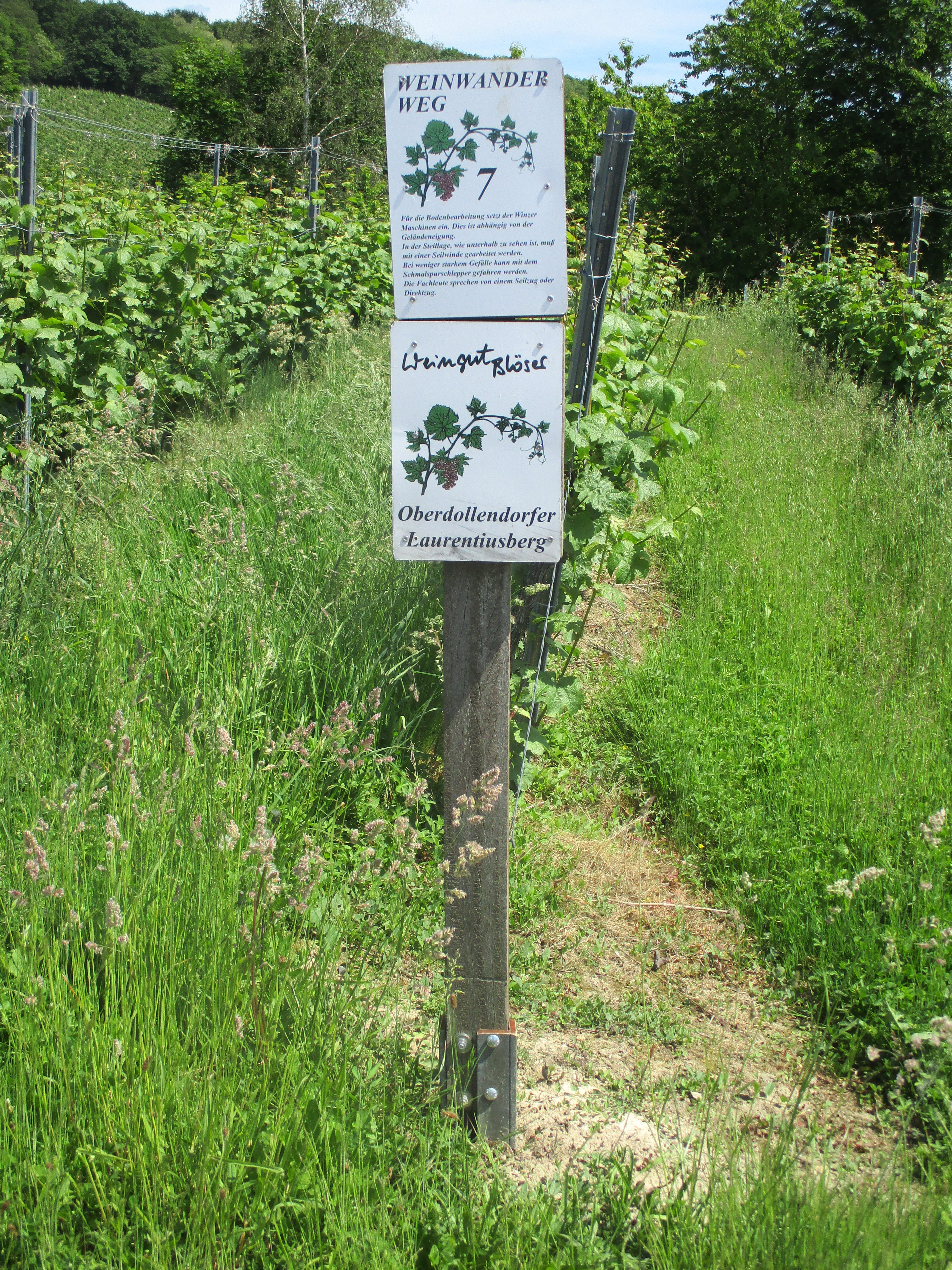
Teil des Laurentiusbergs

Der Laurentiusberg ist eine Weinlage im Königswinterer Stadtteil Oberdollendorf.
Der Laurentiusberg ist Teil des Weinbaubereichs Bereich Siebengebirge der Großlage Petersberg des Anbaugebietes Mittelrhein und liegt im deutschen Bundesland Nordrhein-Westfalen. Die Lage hat eine Größe von 2,3 Hektar. Die Lage befindet sich am Westhang der Dollendorfer Hardt und weist einen Lehm- und Lössboden auf Grauwacke auf.
Der Laurentiusberg gehört mit dem Sülzenberg und Rosenhügel zu den ältesten Weinbergen im Siebengebirge. Er gehörte ehemals zum Gut Sülz, einem der größten Weingüter des Klosters Heisterbach. Die Bezeichnung Laurentiusberg ist erst mit der 1978 erfolgten Flurbereinigung entstanden. Der Name der Lage geht auf die Kirche St. Laurentius in deren Nähe zurück. Angebaut werden verschiedene Weiß- und Rotweine wie  Riesling, Müller-Thurgau oder Rotling.